# Afer de la Neotipia
L'afer de la Neotipia és com es coneix el boicot que van dur a terme els dirigents anarcosindicalistes contra l'òrgan del Partit Republicà Radical El Progreso
La Neotipia era una cooperativa tipogràfica creada en juliol de 1905, entre d'altres, per Ignasi Clarià i Josep M. Palau. Com que ambdós també eren els caps dels tallers on s'imprimia El Progreso, el febrer de 1908 foren expulsats de la societat obrera El Arte de Imprimir, integrada en la Solidaritat Obrera (que després s'integraria en la CNT). A aquest fet hi continuà un boicot a El Progreso per part dels dirigents sindicals Tomás Herreros Miguel i Josep Negre, que aconseguiren el suport de la federació regional de la Solidaritat Obrera en juliol de 1908 i març de 1909. Cap el desembre de 1908 els sindicalistes socialistes catalans se sumaren al boicot.
Aquest conflicte va aproximar postures entre anarquistes i socialistes i va distanciar els anarquistes dels republicans radicals, cosa que tindrà una significació especial en la convocatòria de vaga general de juliol de 1909 i els fets posteriors (Setmana Tràgica).